# 本·威廉姆斯 (足球運動員)
本·威廉姆斯（英語：Ben Williams；1992年8月27日—）是一位英格蘭足球運動員。在場上的位置是守門員。現效力於英冠球隊保頓，他曾效力於英格蘭足球甲級聯賽球隊黑池。

## 外部連結
- Colchester United profile